# Rafael Rivero de la Tixera
Rafael Rivero de la Tixera (Jerez de la Frontera, 12 de julio de 1800 - Jerez de la Frontera, 11 de agosto de 1881). Senador del Reino con carácter vitalicio desde 1867, Diputado Provincial por Jerez entre 1843 y 1847 y Alcalde de Jerez de la Frontera en tres ocasiones (1854, 1856-1858 y 1863-1866).

## Biografía

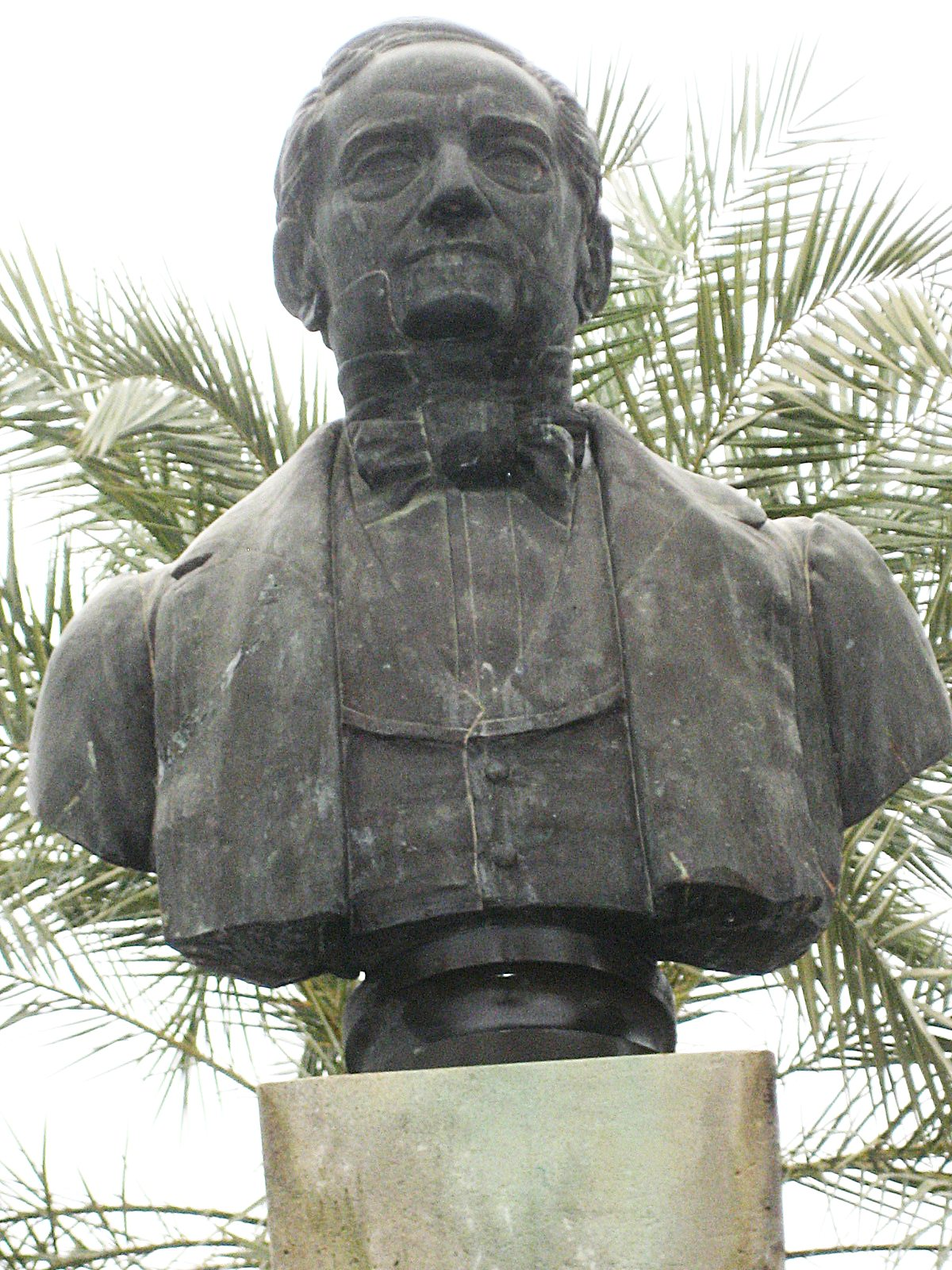
Monumento a Rafael Rivero en su Jerez de la Frontera natal.

Procedente de familia jerezana de larga tradición y muy presente en la industria del vino, era hijo de Pedro Agustín Rivero y de la Herrán, Alcalde de la Santa Hermandad (Jerez), que casaría con Tomasa de la Tixera y Menchaca lo cual permitiría la conversión de bodegas CZ en las conocidas bodegas Rivero-CZ.  De su familia, uno de sus hermanos, Joaquín Rivero de la Tixera, Caballero Supernumerario de la Orden de Carlos III y Maestrante de Zaragoza, sería también presidente del Consistorio de Jerez y otro de ellos, Francisco Rivero de la Tixera sería Gentilhombre de Cámara de Su Majestad la Reina Isabel II desde el año 1844 además de Caballero de la Orden de Carlos III. 
Entre sus méritos cabe destacar la traída de aguas a la ciudad desde el manantial del Tempul, la fundación de la Caja de Ahorros y Monte de Piedad de Jerez junto al conde de Villacreces, la primera en España; así como la creación de la primera línea de ferrocarril en Andalucía, de Jerez al Trocadero (Puerto Real). Su actuación en medio de la epidemia de cólera que azotaba Jerez fue considerada como uno de los principales méritos de su gestión como Alcalde. 

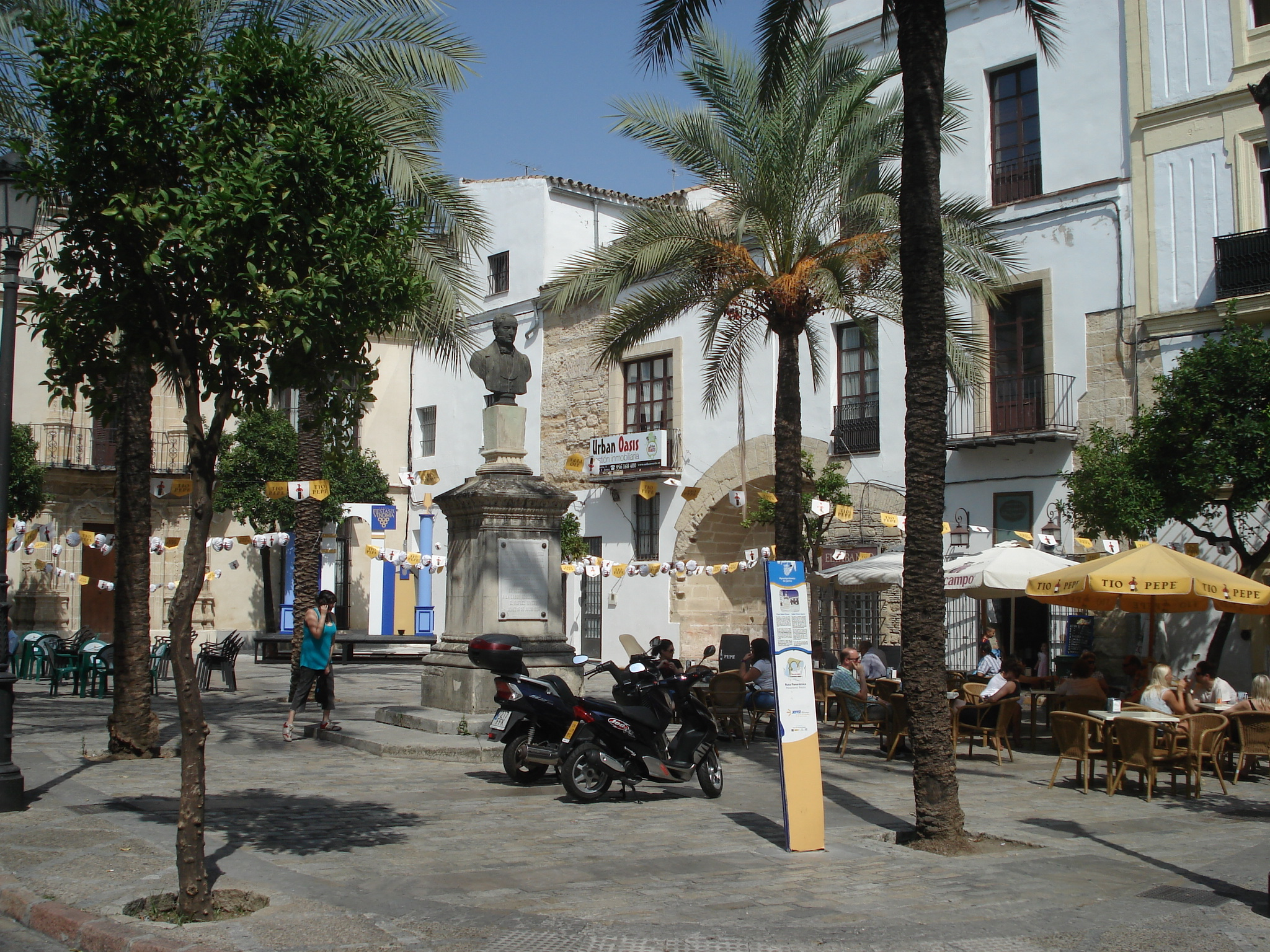
Plaza en su honor en Jerez de la Frontera.

El día de su muerte, se acordó cambiar el nombre a la primera plaza que Alfonso X vio al reconquistar Jerez y bautizarla con el nombre de Plaza de Rafael Rivero a propuesta del concejal Agustín Piñero y Ramos. Se colocó en el Salón de Sesiones una lápida en homenaje al ilustre jerezano y se inició una suscripción popular para construir una estatua en su homenaje en la antedicha plaza. Así, en 1883 la ciudad de Jerez le dedicó un monumento en la Plaza, obra del escultor italiano, Francesco Augusto Franzi Bottinelli, y el arquitecto Joaquín de Vargas y Aguirre.